# 刘蓬
刘蓬（1914年—1993年），男，奉天（今辽宁）西丰人，中华人民共和国政治人物，曾任辽宁省高级人民法院院长，辽宁省人大常委会副主任。